# René Felix Lissens
René Felix Lissens (Leuven, 27 maart 1912 - Herentals, 13 april 2016), meestal vermeld als R.F. Lissens, was een Belgisch hoogleraar en literatuurhistoricus.

## Levensloop
Lissens, getrouwd met Bertha van den Begin, promoveerde tot doctor in de wijsbegeerte en letteren (Germaanse filologie) aan de Katholieke Universiteit Leuven. In zijn studententijd was hij medestichter van de faculteitsvereniging Germania. Hij studeerde ook aan de universiteiten van Hamburg, Rostock, Berlijn en Parijs.
Hij begon zijn loopbaan in 1936 bij het NIR als redacteur-vertaler, vervolgens als secretaris van de Algemene Directie en als diensthoofd van de afdeling. Aangezien hij was blijven werken voor de tot 'Zender Brussel' omgedoopte radio, onder Duitse censuur, werd hij in 1944 afgedankt. Hij begon toen in 1945 als journalist bij De Nieuwe Standaard en De Spectator en stapte einde 1946 over naar Elseviers Weekblad. Hij werkte tevens voor het Belgische Elsevier (in 1943 opgericht door Theo Meddens) en werd secretaris van de Vlaamse redactie van de Winkler Prins. 
In 1948 werd hij literair directeur van het Belgische Elsevier. Hij bouwde tijdens zijn bijna tienjarig directeurschap een literair fonds op, met publicaties van Frans Van Isacker, Paul De Mont, Jan Boon, Pliet van Lishout, René Seghers, Johan Daisne en Gerard Walschap. Hij publiceerde het werk van heel wat dichters: Pieter G. Buckinx, Daan Boens, Marcel Brauns, Marcel Coole, Jos De Haes, Achilles Mussche, Julia Tulkens, Urbain Van de Voorde, Hubert Van Herreweghen en Jan Vercammen. Hij publiceerde ook kunstboeken (waarvoor grote namen tekenden zoals Paul Haesaerts, Leo van Puyvelde en Roger Avermaete), de eerste Wie is dat in Vlaanderen (1953) en de Cultuurhistorische Atlas van België (1954) van Theo Luykx. 
Samen met Max Lamberty bezorgde hij een nieuwe uitgave van Vlaanderen door de eeuwen heen (1951-1952) en verscheen zijn eigen standaardwerk De Vlaamse letterkunde van 1780 tot heden, dat talrijke herdrukken zou kennen. In 1950 stichtte hij het literair en artistiek maandblad De Periscoop, informatieblad voor boekenvrienden en werd er hoofdredacteur van.
In 1957 verliet hij Elsevier en werd docent aan de Handelshogeschool Sint-Ignatius en in 1959 gewoon hoogleraar aan wat de Universitaire Faculteiten Sint-Ignatius Antwerpen (UFSIA) werd. In 1966 stichtte hij, samen met zijn collega Jozef Boets, binnen hun universiteit het Centrum voor Gezellestudie.
In de loop van zijn lange loopbaan was hij hoogleraar, journalist, tijdschriftenredacteur, vertaler, essayist, criticus, organisator en uitgever.
Hij was verder:
- lid van de Koninklijke Academie voor Nederlandse Taal- en Letterkunde,
- hoofdredacteur van de Winkler Prins Encyclopedieën,
- directeur van het Centrum voor Gezellestudie, Antwerpen,
- voorzitter van de Scriptores Catholici.

Met zijn 104 jaar werd hij de oudste inwoner van Herentals en een van de oudste van het land.

## Publicaties
- Het Impressionisme in de Vlaamsche letterkunde, 1934.
- Brieven van Albrecht Rodenbach, 1942.
- De Vlaamse Letterkunde van 1780 tot heden, Elsevier, Brussel, 1953, 1954, 1959, 1967 enz.
- Confrontaties, 1964.
- De selectieve bibliografie van Lissens, gepubliceerd in het aan hem opgedragen liber amicorum, telde 1180 nummers.